# Staphorst
Staphorst est une commune et un village néerlandais, en province d'Overijssel.
Les autres villages sont IJhorst, Punthorst et Rouveen.

## Spécificité

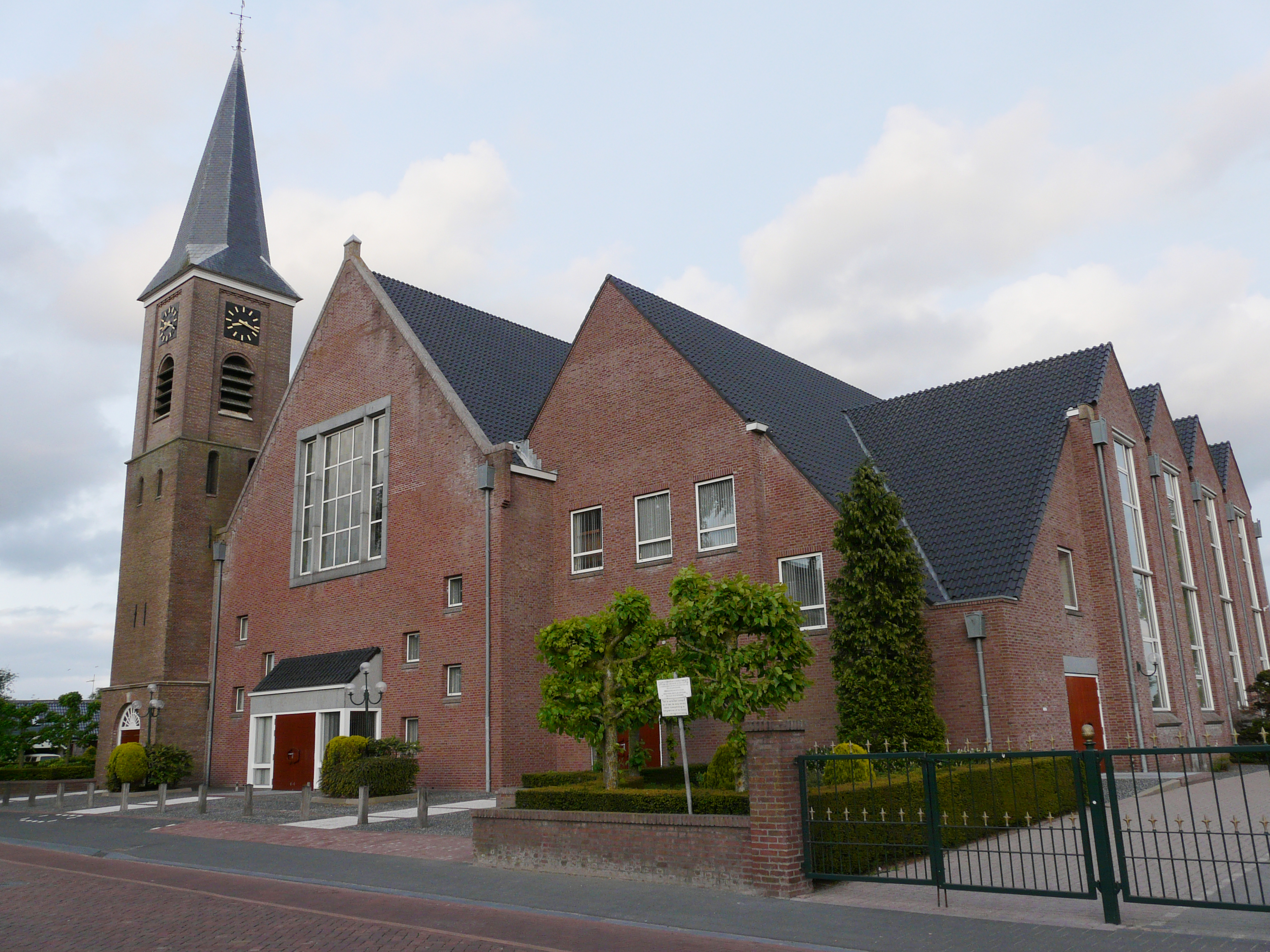
L'église calviniste de Staphorst (2300 places).

À une centaine de kilomètres d'Amsterdam, les villages de la commune forment une société à part, régie par un calvinisme rigoureux et hostile à de nombreux aspects de la modernité : vêtements noirs, refus de la photographie et de la vaccination, interdiction de la circulation automobile pendant l'office du dimanche, etc. En 2007, pour des raisons religieuses, 20 % des habitants ne se font pas vacciner : de ce fait, Staphorst est classée en zone à risque par l'Organisation mondiale de la santé.